# Max Alexander (Sänger)
Max Alexander (geboren am 26. April 1885 in Goral, Westpreußen, Deutsches Reich; gestorben 1942 im KZ Majdanek) war ein deutscher Opernsänger (Stimmlage Bass).

## Leben
Alexander erhielt zu Beginn des 20. Jahrhunderts seine gesangliche Ausbildung und stieß schon recht frühzeitig, im Jahre 1917, als Chorsänger an die Oper Frankfurt, der er sein gesamtes künstlerisches Leben widmen sollte. In späteren Jahren rückte der Westpreuße in der Opernhierarchie zum Ersten Bass auf. 1933, infolge der Machtergreifung durch die Nationalsozialisten, begann der berufliche Niedergang des jüdischen Sängers. Der vom NS-Oberbürgermeister kommissarisch eingesetzte Intendant Carl Stueber entließ Alexander, fünf Chormitglieder und drei Orchestermusiker noch vor der einheitlichen Regelung durch das „Gesetz zur Wiederherstellung des Berufsbeamtentums“. Aus dem Zwangsurlaub wurde am 23. Juni 1933 wegen angeblich „politischer Unzuverlässigkeit“ eine fristlose Kündigung. Der neue Generalintendant Hans Meissner behauptete, dass Alexander „nationalsozialistische Mitglieder des Chores (Berufskollegen) in gehässiger Weise verfolgte, indem er ihren Ausschluß aus dem Chorsängerverband und Tänzerbund betrieben“ habe, erwähnte jedoch aus formaljuristischen Gründen nicht die jüdische Herkunft des bis dahin gefeierten Sängers. 
Alexander musste nun völlig neue Wege beschreiten, um sich und seiner Gattin ein ökonomisches Überleben zu sichern. Bis zur Geschäftsaufgabe im Jahr 1938 arbeitete er als erster Buchhalter und Bürochef bei der Firma „Emil Stein oHG“ in Frankfurts Kaiserstraße. Nach der Reichskristallnacht im November 1938 wurde Max Alexander von der Gestapo verhaftet und vermutlich in das KZ Buchenwald deportiert. Bereits Anfang Dezember 1938 wurde er jedoch wieder auf freien Fuß gesetzt. Zuletzt fand der Künstler nur noch Beschäftigung als Hilfsarbeiter und Zwangsarbeiter (bei der „Schoeller & Co. Elektrotechnische Fabrik“ in Sachsenhausen). Je nach Quelle wurde Max Alexander entweder am 11. Juni 1942 in das Vernichtungslager Majdanek oder am 1. September 1942 in das Ghetto Theresienstadt deportiert. Wenig später soll er von dort in das KZ Majdanek verlegt worden sein, wo man ihn wohl kurz nach der Ankunft ermordet hatte.
Max Alexander war mit Luise Kannenhagen verheiratet, die vermutlich im Zwangsarbeitslager Trawniki umkam. Sein Name ist auf der Gedenktafel der Städtischen Bühnen aufgeführt.